# AP Большой Медведицы
AP Большой Медведицы (лат. AP Ursae Majoris) — одиночная переменная звезда в созвездии Большой Медведицы на расстоянии (вычисленном из значения параллакса) приблизительно 30060 световых лет (около 9217 парсеков) от Солнца. Видимая звёздная величина звезды — от +14,2m до +13,6m.

## Характеристики
AP Большой Медведицы — пульсирующая переменная звезда типа RR Лиры (RRAB).